# Eupithecia behrensata
Eupithecia behrensata es una especie de polilla de la familia Geometridae. La especie fue descrita por primera vez por Alpheus Spring Packard habiendo sido descrita en 1876, con distribución en oeste de Estados Unidos y Canadá. El holotipo de la especie fue descrita en Sanzalito, California.
Los adultos son grandes en comparación con otras especies del género con una envergaduar de 1,2 pulgadas (30,5 mm). La cabeza, cuerpo y alas son de un color gris ceniza uniforme, muy parecido al tono de E. absynthiata, sin las líneas y marcas habituales, siendo la especie gris más clara conocida en California.
Son polillas de color marrón grisáceo. Se han registrado adultos volando de marzo a agosto. Se han registrado dos subespeies, E. behrensata monterata y E. b. perilata.